# 변신전사 트랜스 토디
《5변신전사 트랜스 토디》( 5 Morph Warrior Trans And Toady )는 한국에서 제작된 조명화 감독의 1991년 영화이다. 최태환, 임주연 등이 주연으로 출연하였고 김수환 등이 제작에 참여하였다.
총 2편으로 제작된 어린이 영화이다.

## 출연

### 주연
- 최태환 : 천룡( 1호 트랜스 드래곤 ) 역
- 임주연 : 유리( 4호 트랜스 라이온 ) 역
- 월리엄 게리 : 맹호( 2호 트랜스 타이거 ) 역
- 안트읜 코리 : 광표( 3호 트랜스 자가 ) 역
- 마리아 에니 : 아데나( 5호 트랜스 이글 ) 역
- 장팔 : 토디 역

### 조연
- 이일웅 : 유리 아버지( 박사 ) 역
- 최윤정
- 문용민
- 오택전
- 국정환
- 김성남
- 지성원

## 기타
- 조명: 김강일